# Nível

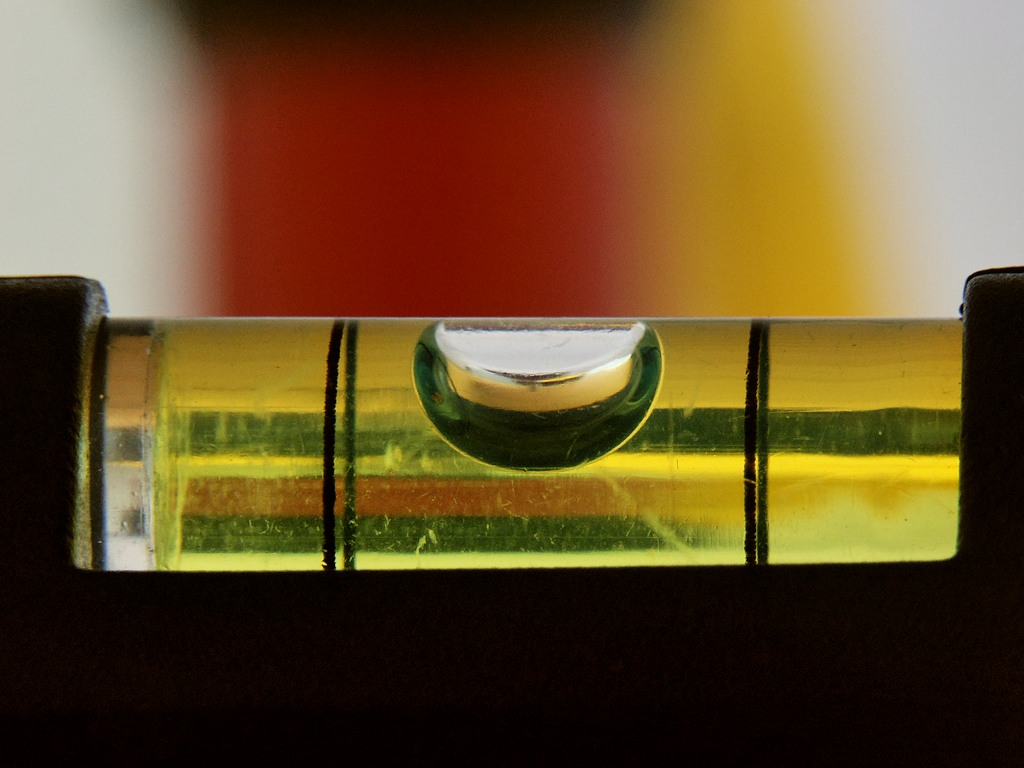
Um nível de bolha

O nível é um instrumento para indicar ou medir inclinações em planos utilizado por carpinteiros, pedreiros, engenheiros, eletricistas, agrimensores e inclusive por fotógrafos, profissionais de vídeo e astrônomos.
Uma implementação popular é o nível de bolha que é um pequeno recipiente cilíndrico feito de acrílico, com dois traços de aferição em seus dois lados com uma certa quantidade de um liquido viscoso em seu interior aprisionando uma bolha de ar fixo numa estrutura de metal ou madeira. Serve apenas para indicar a existência de inclinação em planos horizontais e verticais caso a bolha se posicione para fora da área demarcada.